# Anabarhynchus robustus
Anabarhynchus robustus är en tvåvingeart som beskrevs av Lyneborg 1992. Anabarhynchus robustus ingår i släktet Anabarhynchus och familjen stilettflugor. Inga underarter finns listade i Catalogue of Life.